# دیمیتری ایوانوف
دیمیتری ایوانوف (انگلیسی: Dimitrie Ivanov; ۲۴ سپتامبر ۱۹۴۴ – ۱ ژانویهٔ ۱۹۹۸) قایقران کانو اهل رومانی بود.